# Serpusilla ochreopyga
Serpusilla ochreopyga är en insektsart som beskrevs av Vitaly Michailovitsh Dirsh 1962. Serpusilla ochreopyga ingår i släktet Serpusilla och familjen gräshoppor.

## Underarter
Arten delas in i följande underarter:
- S. o. rubroornata
- S. o. viridipes
- S. o. ochreopyga
- S. o. flavipes